# Den tavse Løgn
Den tavse Løgn er en amerikansk stumfilm fra 1917 af Raoul Walsh.

## Medvirkende
- Miriam Cooper som Lady Lou
- Ralph Lewis som Hatfield
- Charles Clary som Conahan
- Monroe Salisbury
- Henry A. Barrows